# Ý tưởng tự tử
Ý tưởng tự tử, còn được gọi là ý nghĩ tự sát, là suy nghĩ hay có mối bận tâm bất thường đến việc tự tử. Phạm vi ý tưởng tự tử biến đổi rất nhiều từ những suy nghĩ thoáng qua, đến những suy nghĩ mông lung, để lập một kế hoạch chi tiết, đóng vai thử (ví dụ, đứng trên ghế với một sợi dây thòng lọng), nhưng nỗ lực không đủ mạnh, mà có khả năng là chủ ý dựng lên để không thành hay để bị phát hiện, hoặc hoàn toàn có ý định đến với cái chết, nhưng cá nhân vẫn còn sống sót (như trong trường hợp treo cổ nhưng sợi dây bị đứt).
Đa số những người có ý nghĩ tự sát mà không tiếp tục tiến đến tự tử, nhưng ý nghĩ tự sát được tính là một yếu tố nguy cơ. Trong thời gian 2008–09, ước tính có 8,3 triệu người trưởng thành, tương đương 3,7% dân số trưởng thành từ 18 tuổi trở lên ở Mỹ, đã được báo cáo có ý nghĩ tự sát vào năm trước. Ước tính có 2,2 triệu người ở Mỹ cho biết đã có kế hoạch tự sát trong năm qua.
Ý tưởng tự tử thường liên quan đến trầm cảm và chứng rối loạn cảm xúc khác, tuy nhiên, dường như nó có liên quan với nhiều rối loạn tâm thần, biến cố cuộc đời, và gia đình, tất cả đều có thể làm tăng nguy cơ ý nghĩ tự sát
.Như nhiều cá nhân có chứng rối loạn nhân cách ranh giới biểu hiện hành vi tự sát tái diễn và có ý nghĩ tự sát. Một nghiên cứu cho thấy 73% bệnh nhân bị rối loạn nhân cách ranh giới đã cố gắng tự sát, trung bình 3,4 lần. Hiện tại, đã có một số lựa chọn điều trị cho những người có ý nghĩ tự sát.